# Distretto di Comoé
Il distretto di Comoé è uno dei quattordici distretti della Costa d'Avorio. Ha per capoluogo la città di Abengourou ed è suddiviso nelle due regioni di Indénié-Djuablin e del Comoé Sud.
La popolazione censita nel 2014 era pari a 1.203.052 abitanti.